# 주자영정
주자영정(朱子影幀)은 대한민국 경상남도 합천군에 있는, 혜암 주자 선생의 초상화이다. 1985년 1월 23일 경상남도의 문화재자료 제127호로 지정되었다.

## 개요
혜암 주자 선생의 초상화로, 가로 34cm, 세로 73cm이다.
약 140년 동안 강원도의 오봉서원에 보관해 오다가, 고종 5년(1868) 대원군의 서원철폐령 때 이 서원이 없어지면서 이곳 주영양각으로 옮겨 보존하고 있다.

## 참고 문헌
- 주자영정 - 국가유산청 국가유산포털